# Hvalvík
Hvalvík (znamenající doslovně Velrybí zátoka; dánsky Kvalvig) je vesnice se 253 obyvateli na Faerských ostrovech. Leží na ostrově Streymoy v údolí na jižním břehu řeky Stórá, která ji odděluje od přibližně stejně velké vesnice Streymnes na druhém břehu. Administrativně spadá pod obec Sunda.

## Poloha
Obec leží v centrální části východního pobřeží ostrova Streymoy. Na severu se nachází vrchol Rossafelli (453 m n. m.), na jihu a jihozápadě: Miðalfelli (569 m n. m.), Sneis (747 m n. m.), Bollin (616 m n. m.) či Vitin (605 m n. m.). Na východ od obce se rozprostírá údolí Saksunardalur. Obec leží ve východní části údolí společně s obcí Streymnes. V moři 10-20 metrů od břehu Hvalvíku je vidět vrak staré dřevěné lodi.

## Historie
První písemná zmínka pochází z roku 1584.

## Kostel

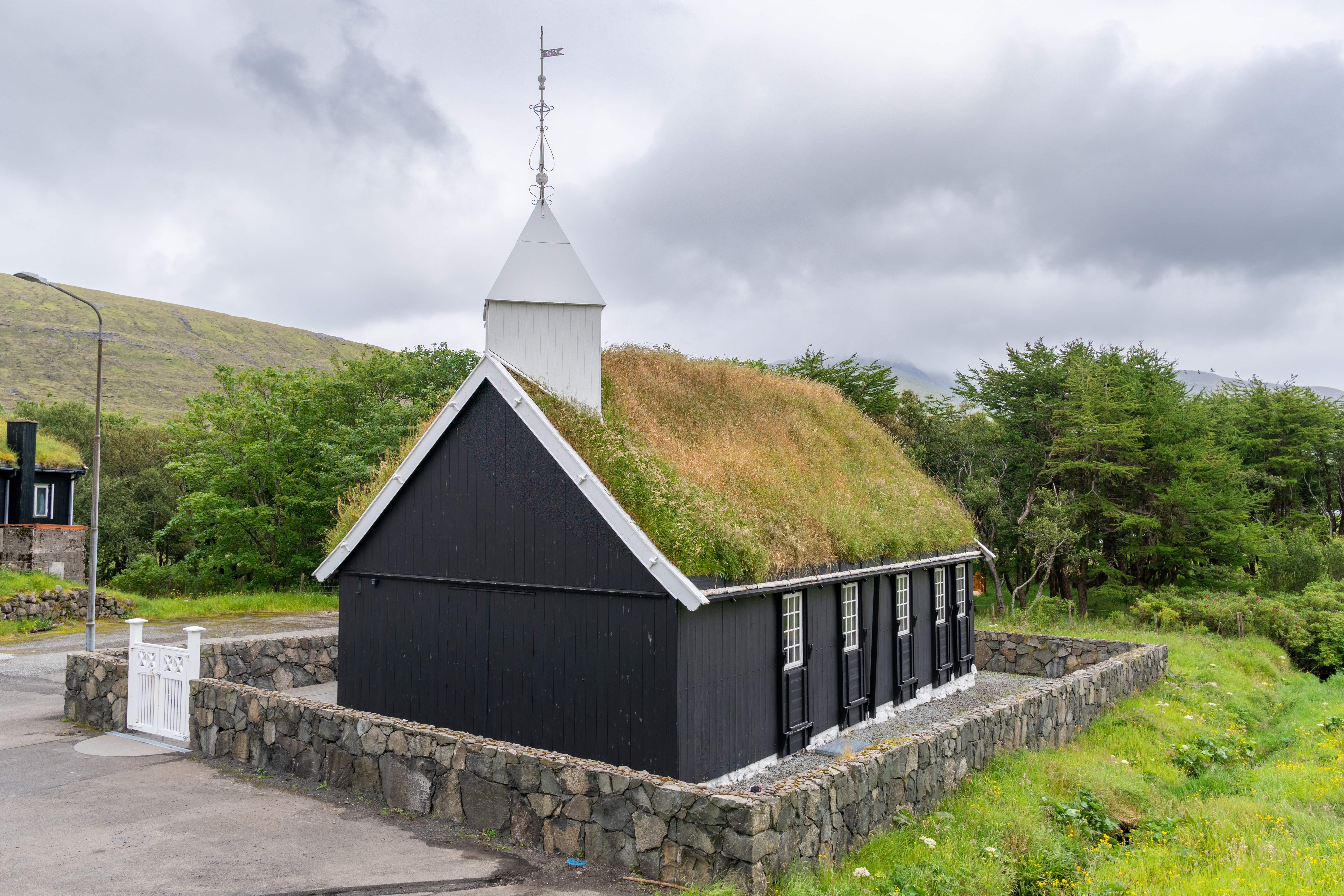

V obci se nachází typický dřevěný kostel postavený v roce 1829 na místě původního kostela, který byl v noci z 21. na 22. ledna 1829 zničen bouří. Je nejstarším kostelem z 11 faerských kostelů. Kostel byl postaven během 3–4 měsíců a jeho architektem byl Joen Michelsen z Velbastaður. Byl postaven z borového dřeva pocházející z lodi Boon z Glasgowa, která v roce 1829 najel na mělčinu v okolí obce Saksun.

## Park
Za kostelem se rozkládá lesní park Viðarlundin í Hvalvík, který byl založen v padesátých letech 20. století. Jeho rozloha je 6 600 m² a je jedním z nejmenších na Faerských ostrovech. 